# قائمة قرارات مجلس الأمن التابع للأمم المتحدة لعام 1967
تتضمن قائمة قرارات مجلس الأمن التابع للأمم المتحدة لعام 1967 جميع القرارات الصادرة عن مجلس الأمن التابع للأمم المتحدة خلال العام 1967.

## القائمة
| رقم القرار | الرمز            | نص القرار                         | موضوع القرار                                       |
| ---------- | ---------------- | --------------------------------- | -------------------------------------------------- |
| 233        | S/RES/233 (1967) | نص الوثيقة على موقع الأمم المتحدة | الشرق الأوسط                                       |
| 234        | S/RES/234 (1967) | نص الوثيقة على موقع الأمم المتحدة | الشرق الأوسط                                       |
| 235        | S/RES/235 (1967) | نص الوثيقة على موقع الأمم المتحدة | الشرق الأوسط                                       |
| 236        | S/RES/236 (1967) | نص الوثيقة على موقع الأمم المتحدة | الشرق الأوسط                                       |
| 237        | S/RES/237 (1967) | نص الوثيقة على موقع الأمم المتحدة | الشرق الأوسط                                       |
| 238        | S/RES/238 (1967) | نص الوثيقة على موقع الأمم المتحدة | قضية قبرص                                          |
| 239        | S/RES/239 (1967) | نص الوثيقة على موقع الأمم المتحدة | المسألة المتعلقة بجمهورية الكونغو الديمقراطية      |
| 240        | S/RES/240 (1967) | نص الوثيقة على موقع الأمم المتحدة | الشرق الأوسط                                       |
| 241        | S/RES/241 (1967) | نص الوثيقة على موقع الأمم المتحدة | المسألة المتعلقة بجمهورية الكونغو الديمقراطية      |
| 242        | S/RES/242 (1967) | نص الوثيقة على موقع الأمم المتحدة | الشرق الأوسط                                       |
| 243        | S/RES/243 (1967) | نص الوثيقة على موقع الأمم المتحدة | قبول أعضاء جدد في الأمم المتحدة: اليمن الديمقراطية |
| 244        | S/RES/244 (1967) | نص الوثيقة على موقع الأمم المتحدة | قضية قبرص                                          |

## المرجع
1. ↑  "Security Council Resolutions" (بالإنجليزية). الأمم المتحدة. Archived from the original on 2018-09-23. Retrieved 22 شباط / فبراير 2017. {{استشهاد ويب}}: تحقق من التاريخ في: |تاريخ الوصول= (help)